# Rhodopygia geijskesi
Rhodopygia geijskesi là loài chuồn chuồn trong họ Libellulidae. Loài này được Belle mô tả khoa học đầu tiên năm 1964.